# Super Bowl X
Der Super Bowl X war der zehnte Super Bowl der National Football League (NFL). Am 18. Januar 1976 standen sich die Pittsburgh Steelers und die Dallas Cowboys im Orange Bowl Stadium in Miami, Florida, gegenüber. Sieger waren die Pittsburgh Steelers bei einem Endstand von 21:17. Pittsburghs Wide Receiver Lynn Swann wurde als Erster auf dieser Position zum Super Bowl MVP gewählt.

## Hintergrund
Aufgrund einer Verletzung Swanns, Pittsburghs bestem Wide Receiver, beim AFC Championship Game davor dachten viele Sportreporter und Fans, dass er nicht spielen würde und wenn, nur als Ablenkung auf dem Feld sein würde.
Einige Szenen des Super Bowls wurden für den Spielfilm Schwarzer Sonntag mitgedreht.

## Spielverlauf
Im ersten Viertel konnten beide Mannschaften je einen Touchdown erzielen. Das zweite und dritte Viertel war bis auf ein Field Goal von Toni Fritsch auf Seiten der Cowboys punktelos. Erst im letzten Viertel gab es wieder Punkte, die Steelers konnten durch einen Safety bei einem Punt zwei weitere Punkte machen. Darauf folgten zwei Field Goals und ein Touchdown. Am Ende erzielten die Cowboys noch einen bedeutungslosen Touchdown was zum Endstand von 21:17 führte.

## Schiedsrichter
Hauptschiedsrichter des Spiels war Norm Schachter. Er wurde unterstützt vom Umpire Joe Connell, Head Linesman Leo Miles, Line Judge Jack Fette, Field Judge Bill O’Brien und Back Judge Stan Javie.